# Giulio Visconti Borromeo Arese
Giulio Borromeo Visconti, IV conte di Brebbia (Milano, 1667 – Milano, 20 dicembre 1750), è stato un nobile, politico e militare italiano.
Fu l'ultimo viceré di Napoli, carica che ricoprì dal 1733 al 1734.

## Biografia
Giulio Visconti Borromeo era un figlio cadetto di Fabio Visconti Borromeo, II conte di Brebbia (morto nel 1683) e di Margherita Arese, figlia di Bartolomeo, conte di Castel Lambro. Dal lato paterno Giulio discendeva da Pirro I Visconti Borromeo, (1560-1604) ed era inoltre imparentato con il cardinale Vitaliano Visconti (1618-1671), fratello minore del nonno Pirro II Visconti Borromeo, I conte di Brebbia (titolo concessogli da Carlo II nel 1667). Dal lato materno Giulio discendeva dalla famiglia Arese, la cui linea principale si era estinta con la morte del nonno Bartolomeo. Quest'ultimo aveva lasciato due figlie, Giulia (sposatasi con Renato II Borromeo, IV marchese di Angera) e Margherita, quali sue eredi. Tramite la nonna materna, Lucrezia Omodei (o Homodei), era inoltre imparentato con l'importante famiglia milanese degli Omodei, nobilitata agli inizi del XVII secolo e distintasi al servizio della corona spagnola.
Giulio ed i suoi fratelli ottennero, essendo Bartolomeo Arese morto senza eredi maschi, il diritto di aggiungere al proprio cognome, in virtù dell'eredità materna, il cognome Arese. Fratelli maggiori di Giulio erano Pirro Visconti Borromeo (militare, decurione di Milano nel 1696, commissario generale dell'esercito imperiale in Piemonte e in Lombardia) e Vitaliano (anch'egli avviato alla carriera militare).
Inizialmente avviato alla carriera ecclesiastica, Giulio studiò a Siena, per poi fare ritorno a Milano. Dal 1701 al 1725 fu membro del Consiglio generale dei 60 decurioni di Milano.
In seguito alla morte del fratello maggiore Pirro, avvenuta nel 1704, divenne conte di Brebbia. Ne sposò l'unica figlia ed erede, Margherita, incamerando l'enorme eredità derivante dal nonno Bartolomeo Arese, che annoverava una vasta collezione di opere d'arte ed il palazzo milanese oggi noto come Palazzo Litta.
Prese parte il 16 agosto 1705 alla Battaglia di Cassano d'Adda, servendo sotto Eugenio di Savoia. Ricoprì vari incarichi di natura militare e civile nella Lombardia austriaca, venendo nominato nel 1717 Tenente Maresciallo di Campo del Sacro Romano Impero.
Giulio Visconti Borromeo ottenne nel 1713 il Grandato di Spagna e il titolo di principe di Beaumont.
Nel 1721 ottenne il titolo di cavaliere del Toson d'Oro.
Nel 1726 venne nominato, succedendo a Wirich Philipp von Daun, ministro plenipotenziario dei Paesi Bassi austriaci, durante il periodo di governo di Maria Elisabetta d'Asburgo. Nel 1732 gli subentrò Federico Augusto di Harrach-Rohrau.
Giulio Visconti Borromeo venne nominato nel 1733 viceré di Napoli. Tentò di opporsi alla conquista borbonica delle Due Sicilie. Dopo la conquista di Napoli da parte delle forze spagnole abbandonò la città, ritirandosi con la sua corte prima Taranto, poi a Brindisi, dove si stavano radunando le forze austriache comandate dal feldmaresciallo Giovanni Carafa. Giulio Borromeo Visconti rimase a Brindisi fino al 15 maggio del 1734, imbarcandosi in seguito per Bari, da dove proseguì per Ancona, Venezia ed infine Trieste.
Nel 1736, Giulio ottenne da Carlo VI d'Asburgo la carica onorifica di Oberhofmeister (Gran maestro di corte) della moglie Elisabetta Cristina di Brunswick-Wolfenbüttel. Rinunciò a tale incarico nel 1738, ritirandosi dalla vita pubblica nei suoi possedimenti in Lombardia. Morì a Milano nel 1750 (altre fonti collocano la sua scomparsa nel 1751). La sua scomparsa determinò l'estinzione nella linea maschile dei Visconti Borromeo di Brebbia. La famiglia continuò nella linea femminile confluendo nei Litta, dando vita al ramo dei Litta Visconti Arese.

## Matrimonio e discendenza
Giulio Visconti Borromeo Arese si sposò due volte. Contrasse matrimonio con sua nipote Margherita Visconti Borromeo (*1687 †1720), unica figlia del proprio fratello maggiore Pirro e di Paola Trotti Bentivoglio. Dalla prima unione nacque
- Paola (*1707 †1763), sposò nel 1722 Antonio Litta (*1700 †1770), V marchese di Gambolò. La coppia ebbe due figli: Margherita (*1723 †1779), sposatasi con Antonio Calderari, III marchese di Turano (con discendenza) e Pompeo Giulio (*1727 †1797), VI marchese di Gambolò.

In seconde nozze si unì con Teresa Cusani (*? †1771), figlia di Giacomo, marchese del Sacro Romano Impero e di Juliane Josefa von Nesselrode. Dal matrimonio con Teresa, avvenuto nel 1721, nacque
- Maria Elisabetta (*1731 †1794), nel 1745 sposò il nipote Pompeo Giulio Litta, figlio della sorellastra Paola. Tra i numerosi figli di Maria Elisabetta e Pompeo Giulio troviamo Antonio, politico e militare; il cardinale Lorenzo e l'ammiraglio Giulio Renato.

## Ascendenza
|                            |                |                         | Genitori                  |  |  | Nonni |  |  | Bisnonni                |  |  | Trisnonni                 |  |
|                            |                |                         |                           |  |  |       |  |  | Fabio Visconti Borromeo |  |  | Pirro I Visconti Borromeo |  |
|                            |                |                         |                           |  |  |       |  |  | Fabio Visconti Borromeo |  |  | Pirro I Visconti Borromeo |  |
|                            |                | Luisa Camilla de Marini |                           |  |  |       |  |  | Fabio Visconti Borromeo |  |  |                           |  |
| Pirro II Visconti Borromeo |                |                         |                           |  |  |       |  |  | Fabio Visconti Borromeo |  |  |                           |  |
|                            |                | Bianca Spinola          | Giovanni Battista Spinola |  |  |       |  |  |                         |  |  |                           |  |
|                            |                | Bianca Spinola          | Giovanni Battista Spinola |  |  |       |  |  |                         |  |  |                           |  |
|                            |                | Bianca Spinola          | Maria Spinola             |  |  |       |  |  |                         |  |  |                           |  |
| Fabio Visconti Borromeo    |                | Bianca Spinola          |                           |  |  |       |  |  |                         |  |  |                           |  |
|                            |                | Pietro Francesco Annoni | Giovanni Angelo Annoni    |  |  |       |  |  |                         |  |  |                           |  |
|                            |                | Pietro Francesco Annoni | Giovanni Angelo Annoni    |  |  |       |  |  |                         |  |  |                           |  |
|                            |                | Pietro Francesco Annoni | Ippolita Arrigoni         |  |  |       |  |  |                         |  |  |                           |  |
| Ippolita Annoni            |                | Pietro Francesco Annoni |                           |  |  |       |  |  |                         |  |  |                           |  |
|                            |                | Vittoria da Rho         | Francesco da Rho          |  |  |       |  |  |                         |  |  |                           |  |
|                            |                | Vittoria da Rho         | Francesco da Rho          |  |  |       |  |  |                         |  |  |                           |  |
|                            |                | Vittoria da Rho         | ?                         |  |  |       |  |  |                         |  |  |                           |  |
| Giulio Visconti Borromeo   |                | Vittoria da Rho         |                           |  |  |       |  |  |                         |  |  |                           |  |
|                            | Giulio I Arese | Marco Antonio III Arese |                           |  |  |       |  |  |                         |  |  |                           |  |
|                            | Giulio I Arese | Marco Antonio III Arese |                           |  |  |       |  |  |                         |  |  |                           |  |
|                            | Giulio I Arese | Ippolita Claro          |                           |  |  |       |  |  |                         |  |  |                           |  |
| Bartolomeo III Arese       | Giulio I Arese |                         |                           |  |  |       |  |  |                         |  |  |                           |  |
|                            |                | Margherita Legnani      | Ludovico Legnani          |  |  |       |  |  |                         |  |  |                           |  |
|                            |                | Margherita Legnani      | Ludovico Legnani          |  |  |       |  |  |                         |  |  |                           |  |
|                            |                | Margherita Legnani      | Caterina Scanzi           |  |  |       |  |  |                         |  |  |                           |  |
| Margherita Arese           |                | Margherita Legnani      |                           |  |  |       |  |  |                         |  |  |                           |  |
|                            |                | Carlo Omodei            | Giovanni Giacomo Omodei   |  |  |       |  |  |                         |  |  |                           |  |
|                            |                | Carlo Omodei            | Giovanni Giacomo Omodei   |  |  |       |  |  |                         |  |  |                           |  |
|                            |                | Carlo Omodei            | Caterina Alemagna         |  |  |       |  |  |                         |  |  |                           |  |
| Lucrezia Omodei            |                | Carlo Omodei            |                           |  |  |       |  |  |                         |  |  |                           |  |
|                            |                | Beatrice Lurani         | Giovanni Battista Lurani  |  |  |       |  |  |                         |  |  |                           |  |
|                            |                | Beatrice Lurani         | Giovanni Battista Lurani  |  |  |       |  |  |                         |  |  |                           |  |
|                            |                | Beatrice Lurani         | Costanza Cesati           |  |  |       |  |  |                         |  |  |                           |  |
|                            |                | Beatrice Lurani         |                           |  |  |       |  |  |                         |  |  |                           |  |